# علي محمود خضير

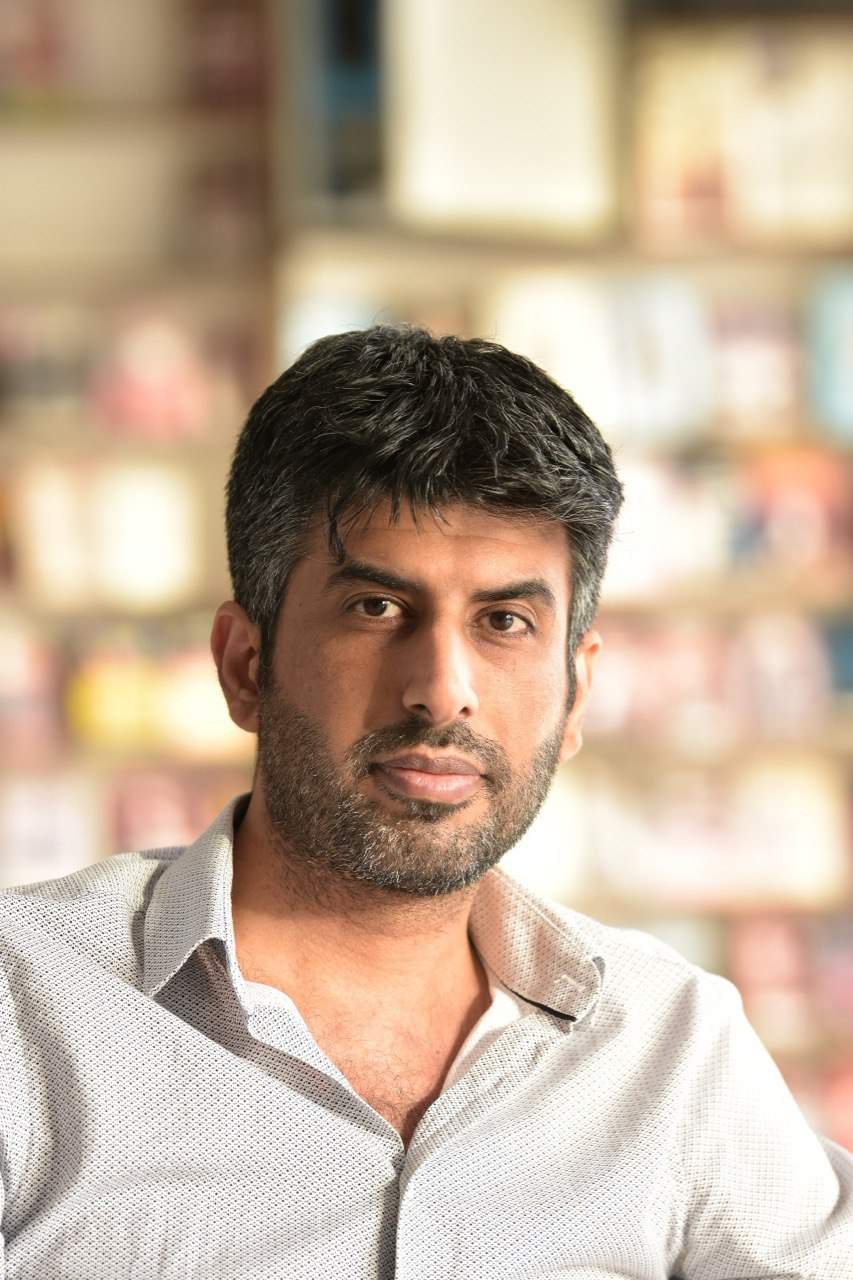
الشاعر علي محمود خضير

علي محمود خضير شاعر، كاتب، ومحرر أدبيّ عراقي من مواليد بغداد 1983 يعد من أبرز الشعراء العراقيين حالياً بخاصة الجيل الذي ظهر بعد حرب الخليج الثالثة 2003 والتي انتهت باحتلال العراق.
حائز على جائزة اليونسكو للشعر بمناسبة اليوم العالمي لتعدد الثقافات عام 2012  وجائزة الشعر الأولى بمهرجان الشعراء الشباب ببغداد 2011 ، أصدر أربعة كتب شعريّة هي: «الحالم يستيقظ» في بيروت عام 2010 ونال الكتاب استحساناً نقدياً واسعاً وكتبت عنه مراجعات عديدة حتى عدّهُ بعض النقاد المجموعة الشعرية «الأهم في تاريخ الشعر العراقي منذ أكثر من عشر سنوات». لأنها «منحت الهم والحزن العراقي بعداً من الصعب الوقوف عليه أسلوباً ولغة» بحسب الشاعر والناقد صفاء ذياب في تصريحه للجزيرة نت.
وفي عام 2013 أصدر كتابه الشعر الثاني بعنوان «الحياة بالنيابة».
فيما كان كتابه الثالث «سليل الغيمة» عن منشورات «باصورا» في مدينة البصرة وصدر عام 2015. ثم «كتاب باذبين» العام 2020.
في كانون الأول/ديسمبر 2023 أصدرت دار الشؤون الثقافية العامة بوزارة الثقافة العراقية كتاباً شعرياً بعنوان "تهذيب الألم" ضم المجموعات الشعرية الثلاث الأولى للشاعر.
ترجمت قصائده إلى الإنكليزية والفرنسية والفارسية. وله مقالات نقدية في الصحف والمجلات العراقية تتسم بالجدة والفكرة المقتضبة والواضحة، ليشكل بذلك حضوراً ملفتاً خلال سنوات قليلة بحسب جريدة الصباح العراقية.
إلى جانب كتاباته الشعرية، واسهامه النقديّ في الصحافة الثقافيّة، فللشاعر مسيرة مهنيّة في مجال الإذاعة حيث عمل منذ 2016 معداً ومقدّماً لبرنامجين إذاعيين هما «مجاز» والذي قدّم من خلاله ساعة إذاعيّة إسبوعيّة تعنى بالأدب والثقافة والموسيقى وفنون اللغة العربية، والبرنامج الثاني هو «القصخون» والذي قدّم عبره قصصاً تعنى بتاريخ وتراث العراق والبصرة في إطار حكواتي شعبي قريب من المستمع. والبرنامجان يبثّان عبر راديو «بصرة تايمز سكوير».

## الحياة المهنية
ولد الشاعر في بغداد عام 1983 وتنقل بين بغداد وعلي الغربي والبصرة التي يقيم فيها حالياً، وتخرج من جامعة بغداد في عام 2005 ثم عمل في مجال الصحافة مراسلاً لبعض الصحف العراقية والعربية ووكالات الأنباء، كما نشر مقالات نقدية وأعمدة في صحف داخل العراق وخارجه.
أسس وآخرين نادي الشعر في البصرة عام 2007. ليتفرغ بعدها إلى إنجاز مشاريعه الشعرية فضلاً عن عمله في مجال الإذاعة والتحقيق الأدبي.
2019- أنضم إلى هيأة تحرير مجلة «براءات» الشعرية الفصلية الصادرة عن منشورات المتوسط والتي صدر العدد الألول منها عام آذار 2019.
2020- أصبح عضواُ في هيأة تحرير مجلة «الأقلام» العراقية الفصلية المتخصصة.

## مشروع الأعمال الشعريّة الكاملة
أصدر الشاعر علي محمود خضيّر نهاية عام 2018 كتاب «الأعمال الشعريّة الكاملة» للشاعر اللبناني الراحل بسام حجار بعد مرور عشر سنوات على رحيله بعد أن قام بجمع مجاميع الشاعر وكتب عنها مقدمة نقدية لتصدر عن دار «الرافدين» للطباعة والنشر بالتعاون مع «منشورات تكوين» الكويتية، وقد حقق المشروع نجاحاً منقطع النظير لجهة أنه أعاد تسليط الأضواء على تجربة شاعر استثنائي، فتصدر قوائم الكتب الأكثر مبيعاً في معارض الكتب العربية لعام 2019 وقد عده متابعون وصحافيون أهم إصدار شعري عربي لذلك العام. وقد صدرت طبعته الثانية مطلع عام 2020.
تضمن الكتاب الذي صدر على شكل مجلدين ضخمين ب"950" صفحة من القطع المتوسط على مجمايع الشاعر بسام حجار التي صدرت في حياته وعددها اثنتا عشر كتاباً وقد امتاز الكتاب بطباعة فنية رفيعة أضافت قيمة جمالية للكتاب تفتقدها المطبوعات العربية.
من أصداء الكتاب:
-الشاعر اللبناني عيسى مخلوف «ثمّة لحظات من البَرق لا تزال تلمع في السماء المُظلمة لعالم عربي مُباح لكلّ نَهش. من تلك اللحظات، اليوم، صدور الأعمال الشعريّة الكاملة لبسّام حجّار، في طباعة أنيقة، وقد أعدّها وقدّم لها، بكثير من الموضوعيّة والحبّ، الشاعر العراقي علي محمود خضيّر، ومنحنا إيّاها كما تُمنَح الهدايا في الأعياد».
-الشاعر عقل العويط: «يليق بشاعر من قامة بسّام حجار أن تصدر أعماله الشعرية الكاملة، وأن يُعهد بها إلى المتخصصين والشعراء النقاد والأكاديميين، لتُقرأ بعدلٍ وإمعان وتبصّر. شاعرٌ بهذه القامة الخفرة، لكن العالية والراسخة، يستحق أن يكون ملء الأبحاث والمقالات، على الرفوف، وفي المكتبات، وتحت نظر العين، وفي الأيدي التي تحسن تصفح التجارب الشعرية المستحقة، والإبحار في حبرها، وألق صمتها الكثيف، وبهاء معجمها الدلالي، وتقشف قاموسها، وترفع خبرتها الوجودية، والفلسفية.» الأعمال الشعرية الكاملة«صدرت في جزءين، عن دار الرافدين ومنشورات تكوين، إعداد علي محمود خضير وتقديمه البحثي والتحليلي الشائق».
أعمال بدر شاكر السياب الشعرية الكاملة:
في كانون الأول 2020 صدر كتاب «الأعمال الشعرية الكاملة» للشاعر بدر شاكر السياب بتحقيق الشاعر علي محمود خضير، وتقديم الشاعر أدونيس. وقد ضمّ الكتاب تحقيقاً جديداً، ولأوّل مرّة، لديوان الشاعر الراحل، يعتمد على المخطوطات الأصليّة ونصوص المجاميع الشعريّة للسياب بصيغتها النهائية، مع شروحات مفصّلة لتعديلات أُجريت على القصائد، أو سرد لأحداث رافقت مناسبات القصائد وتوضيحات مفصلة لبعض الكلمات والاصطلاحات. وقد ضم التحقيق كشفاً عن التاريخ الصحيح ليوم مولد بدر شاكر السياب وتصحيحاً لسنة مولده، فالشائع والمتداول أنه ولد في 1926، غير أن المحقق قدّم وثائق عن عائلة الشاعر تثبت أن سنة مولده الحقيقية هي 1927.
يضم الكتاب كذلك أكثر من 8 قصائد جديدة للسياب لم تنشر من قبل، فضلاً عن ألبوم صور خاصّة للشاعر بعضها يُنشر لأول مرّة. كما يتضّمن صوراً لمخطوطات قصائد السياب ووثائق متفرقة من محطات حياته. صدر الكتاب في طبعتين حتى الآن، وبواقع مجلدين وأكثر من (1110) صفحة، مثيراً ردود أفعال إعلامية واسعة.

## عن تجربته الشعرية
يمتاز شعر علي محمود خضير بالعناية بالقصيدة التأمليّة ذات البعد الفلسفي المطروح في قالب لغوي عميق ومؤثر بدون تكلف أو تعقيد، وتبرز موضوعات متنوعة في أعمال خضير الشعرية تدور أغلبها في مشكلات الأنسان الحديث وغربته واندحار ذاته الهشة إزاء عالم متسارع معلوماتي لا روح فيه ولا معنى جمالي.
جريدة الأخبار اللبنانية وصفت الشاعر في تقرير لها بالقول:" إنّنا أمام تجربة شعريّة عراقيّة تطرح نفسها بعد نيسان 2003، تجربة عاش صاحبها طفولته على وقع مدافع الحرب العراقيّة الإيرانيّة، وشهد حصار التسعينات، ليكتب قصائده وهو يستجمع كلّ ما عاينه من خراب، باحثاً عن ملاذ يفتقده كلّ من "رأى الشمس تخفقُ مشنوقة ًبحبلِ العاصفة".

## الاصداء النقديّة
نالت قصائد الشاعر شهادات متنوعة من شعراء ونقاد كبار في الوطن العربي نذكر بعضاً منها ما يلي:
الشاعر المغربي المعروف محمد بنيس: «لدى الشاعر علي محمود خضير تمكن جيد من العربية، وهذا ما أصبحنا نفتقده في كتابات عديدة. ويبرز في قصائد مجموعة (الحالم يستيقظ) حسن جمالي حريص على الدهشة. وهذا أهم ما يعنيني في قراءة أي عمل شعري. هذا الشاب مؤهلاته الواعدة واضحة».
الناقد العراقي فاضل ثامر أشار في دراسة عن الشاعر: "الشاعر علي محمود خضير، واحدٌ من الشعراء العراقيين الشبان القلائل الذي نضجوا على نار الزلزال العراقي وتداعياته التراجيدية اللاحقة عام 2003, وربما كان الشاعر يحتفي في ذلك التاريخ بعيد ميلاده العشرين، ولذا فعندما بدأ يكتب الشعر، كانت ظلال المأساة العراقية تكبل روحه، وربما وأدت طفولته المراهقة الشعرية الرومانسية المفترضة، وبدا مثل شاعر أناخت عيه السنون بهمومها وثقلها
في قصائده القليلة التي اطلعت عليها ثمة نزعة حداثية متقدمة لكتابة قصيدة النثر بمزاج شعري، لا يخلو من نزعة تفلسفية وتأملية في مشكلات الوجود والحياة، يحتفي الشاعر بالمستويات السردية والحوارية في قصائده ويؤثثها بمقومات إيقاعية متنوعة تعتمد على خلق بني التوازي والتناظر والتكرار في بناء الجملة الشعرية".
الشاعر والناقد علي حسن الفواز يرى أن «قصيدة المشهد التي يكتبها علي محمود خضير تُحيلنا- من جانب آخر- إلى المدينة، وإلى الحكاية التي تخصّ كائن المدينة، المهووس بالمراقبة، والخوف والبحث عن الملموس، والعياني، وبوصفه الشاهد الوحيد على مايتبدى من صور الحضور والفقد اللذين تصنعهما المدينة، بكل ما يصطخب بها من قلق وجودي، وما تهجس به من تحولات عميقة، وبكل ما ينعكس من خلالها على جسد الكتابة، وعلى ملامح الأشياء المُهددة بالمحو، وحتى على وجود الشاعر القلق، بوصفه الرائي والرافض والمنطوي، والذي لا يستعيد المدينة وذاكرتها وحكاياتها المُرّة، إلّا عبر لعبة اللغة في منظارها، وفي استعاراتها»..
فيما أشار الناقد عبد الغفار العطوي عن الشاعر: «من ضمن التجارب الحداثية في شعر علي محمود خضير هو اندفاعه نحو السياقات الثقافية، التي تحمل هم المغايرة في البناء الشعري والاهتمام بالنسق السسيو-ثقافي الذي يبرز ما وراء المعنى على حساب المعنى الذي يعتقده القارئ قريباً»
الناقد زهير الجبوري يرى: «احســب انه وريث السلالة البصرية التي افاضت الكثير في الشــــعرية العراقية على يد شعراء كبار».

## إصدارات الشاعر
شعر:
-	الحالم يستيقظ؛ الطبعة الأولى عن دار الغاوون، بيروت 2010
الطبعة الثانية، عن دار الجفال، دمشق 2011
- الحياة بالنيابة؛ عن الدار العربية للعلوم ناشرون، بيروت 2013
- سليل الغيمة؛ منشورات باصورا، البصرة 2015
-كتاب باذبين؛ دار الرافدين، بيروت 2020
-تهذيب الألم؛ دار الشؤون الثقافية العامة، بغداد 2023

تحرير وتحقيق:
-الأعمال الشعرية الكاملة، بسام حجار، دار الرافدين/منشورات تكوين، 2019
-الأعمال الشعرية الكاملة، بدر شاكر السياب، دار الرافدين/منشورات تكوين، 2020
-أنشودة المطر، بدر شاكر السياب، دار المدى، 2021
- ضفاف أخرى، حوارات أجراها مع الشاعر اللبناني عيسى مخلوف، دار الرافدين، بيروت 2021

كتب وألبومات صوتية:
-أسافر للمرة الألف، (كتاب صوتي)، فوزي كريم، قصائد مختارة، 2021
- وشم العودة، (كتاب/البوم صوتي)، سعدي يوسف، قصائد صوتيّة مختارة، 2022
-الحياة بالنيابة، كتاب صوتي، علي محمود خضير، 2023. 

## مشاركات الشاعر
شارك الشاعر بأغلب الملتقيات الشعرية والمؤتمرات الأدبية ومنها:
مهرجان المربد
مهرجان كلاويز
ملتقى عالم الشعر
ملتقى قصيدة النثر التأسيسي
ملتقى بغداد الشعري
ملتقى السياب
ملتقى البريكان
مهرجان الجواهري.
تصنيف:شعراء عراقيون